# Конево (област Шумен)
 Тази статия е за шуменското село.  За другите села на име Конево вижте Конево.  
Кòнево (до 1934 г.: Бекѝрлие
) е село в Североизточна България, община Върбица, област Шумен.

## География
Село Конево се намира на около 31 km югозападно от областния център град Шумен, около 7 km северно от общинския център град Върбица и около 22 km изток-югоизточно от град Омуртаг. Разположено е в историко-географската област Герлово, на около 1,5 km западно от югозападния ръкав на язовир „Тича“, в който се влива течащата североизточно от селото Драгановска река (Вардунска река, Вардунско дере). Южно от Конево тече към язовира и левият приток на река Голяма Камчия река Палиска, към която е насочен преобладаващият слаб наклон на терена в селото. Надморската височина в центъра на Конево е около 237 m, на север нараства до 250 – 255 m, а на юг намалява до около 205 – 210 m.
Климатът е умереноконтинентален.
През село Конево минава първокласният републикански път I-7, водещ на север през село Иваново и град Велики Преслав до връзка при град Шумен с автомагистрала „Хемус“, а на юг – през село Менгишево, град Върбица и пътния възел „Петолъчката“ до връзка с автомагистрала „Тракия“.
Землището на село Конево граничи със землищата на: село Драгановец на север; село Иваново на североизток; село Ловец на изток; село Кьолмен на юг; село Менгишево на югозапад; село Плъстина на запад.

## Население
Числеността на населението на село Конево според преброяванията през годините е както следва:
| \| Година на преброяване \| Численост \| \| --------------------- \| --------- \| \| 1934 \| 906 \| \| 1946 \| 974 \| \| 1956 \| 620 \| \| 1965 \| 603 \| \| 1975 \| 590 \| \| 1985 \| 460 \| \| 1992 \| 319 \| \| 2001 \| 268 \| \| 2011 \| 254 \| \| 2021 \| 232 \| |           |
| Година на преброяване | Численост |
| 1934 | 906       |
| 1946 | 974       |
| 1956 | 620       |
| 1965 | 603       |
| 1975 | 590       |
| 1985 | 460       |
| 1992 | 319       |
| 2001 | 268       |
| 2011 | 254       |
| 2021 | 232       |

Етническият състав на населението на село Конево по данните за етническите групи според преброяването на населението през 2011 г. е както следва:
|                     | Численост | Дял (в %) |
| Общо                | 254       | 100.00    |
| Българи             | 34        | 13.38     |
| Турци               | 215       | 84.64     |
| Цигани              | ?         | ?         |
| Други               | –         | –         |
| Не се самоопределят | 3         | 1.18      |
| Неотговорили        | 2         | 0.78      |

## История
Селото е в България от 1878 г. През 1934 г. дотогавашното му име Бекѝрлие е променено на Конево.
Начално училище в село Бекирлие (Конево) е основано през 1921 г. През 1998 г. началното училище – село Конево и основното училище „Иван Рилски“ – село Менгишево се преобразуват в Основно училище „Никола Йонков Вапцаров“ – село Менгишево. В Конево е имало и частно турско начално училище, открито през 1933 г. и действало до – вероятно, 1958 г.
Читалище в село Конево е основано през 1933 г. по инициатива на учителя Крайчо Тодоров. Към читалището функционират библиотека, състави за художествена самодейност. В съхранявания в Държавния архив – Шумен архивен фонд на читалището няма документи, свидетелстващи за читалищна дейност след 1997 г.

## Обществени институции
Село Конево към 2023 г. е център на кметство Конево.
В село Конево към 2023 г. има:
- джамия;[13]
- пощенска станция;[14]
- целодневна детска градина „Миша“.[15]